# Trilj
Trilj este un oraș în cantonul Split-Dalmația, Croația, având o populație de 9.109 locuitori (2011).

## Demografie
Componența etnică a orașului Trilj
     Croați (99,2%)
     Necunoscut (0,01%)
     Neclasificat (0,43%)
Componența confesională a orașului Trilj
     Catolici (98,59%)
     Necunoscută (0,59%)
     Alte religii (0,81%)
Conform recensământului din 2011, orașul Trilj avea 9.109 locuitori. Din punct de vedere etnic, majoritatea locuitorilor (99,2%) erau croați. Apartenența etnică nu este cunoscută în cazul a 0,01% din locuitori. Din punct de vedere confesional, majoritatea locuitorilor (98,59%) erau catolici. Pentru 0,59% din locuitori nu este cunoscută apartenența confesională.